# Jens Schuermans
Jens Schuermans (* 13. Februar 1993 in Maasmechelen) ist ein belgischer Radrennfahrer, der auf Cross-Country-Mountainbike spezialisiert ist.

## Sportlicher Werdegang
Schuermans betrieb als Jugendlicher zunächst verschiedene Sportarten wie Tennis, Fußball und Laufen. Als er mit 15 wegen Wachstumsproblemen am Knie operiert wurde, begann er ernsthafter mit dem Radsport, da dies der erste Sport war, den ihm die Ärzte wieder erlaubten. In den Halden der ehemaligen Steinkohlenzeche bei seinem Wohnort fand er ein ideales Gelände für Mountainbiking vor.
Als Junior erzielte Schuermans 2010 und 2011 in seiner Altersklasse drei Siege im UCI-Mountainbike-Weltcup. In seinem zweiten Jahr als Junior wurde er auch belgischer Meister und siegte bei den Mountainbike-Europameisterschaften im olympischen Cross-Country (XCO). 2013 wurde er Sportsoldat und wurde Vize-Europameister in der U23. Danach fiel er infolge eines Trainingsunfalls und weiterer Knieprobleme für 18 Monate aus. 2015 konnte er wiederum eine Medaille bei den U23-Europameisterschaften holen und wurde für die Olympischen Spiele 2016 nominiert, wo er im Mountainbikerennen von Rio den 18. Platz belegte. Zugleich studierte er Ernährungswissenschaft und Sportmarketing.
Nach dem Ende seiner U23-Zeit entwickelte er sich zum besten Mountainbiker Belgiens; von 2017 bis 2022 gewann er jedes Mal die Landesmeisterschaften im XCO. Mitte 2020 musste sich Schuermans erneut einer Knieoperation unterziehen, die belgischen Meisterschaften 2020 entfielen allerdings in jenem Jahr aufgrund der Corona-Pandemie. 2021 war er erneut Mitglied des belgischen Aufgebots bei den Olympischen Spielen und belegte im Mountainbikerennen von Tokio wiederum den 18. Platz.
Schuermans vertrat sein Land von 2011 bis 2023 fast jedes Jahr bei Welt- und Europameisterschaften. In der Elite war sein bestes EM-Ergebnis der 6. Platz 2022, bei der WM war es der 15. Platz 2023. Kurz zuvor hatte er bei den belgischen Meisterschaften erstmals hinter Pierre de Froidmont mit dem zweiten Platz vorliebnehmen müssen. Im Mountainbike-Weltcup erzielte er 2019 mit dem dritten Platz im Shorttrack-Rennen von Val di Sole seine erste Podiumsplatzierung in der Elite, 2024 gelang ihm dies an gleicher Stelle erneut. Bei seinen dritten Olympischen Spielen kam er 2024 auf den 26. Rang.
2020 und 2022 nahm Schuermans an den ersten beiden Austragungen der E-Cycling-Weltmeisterschaften teil. 2022 zeichnete er bei BEAT Cycling für eine ausgiebigere Saison im Straßenradsport, ohne allerdings bemerkenswertere Resultate zu erzielen. 2023 verpflichtete er sich beim Giant Factory Off-Road Team.

## Erfolge
2010
ein Weltcup-Sieg (Junioren)
2011
 Europameister – XCO (Junioren)
 Belgischer Meister – XCO (Junioren)
zwei Weltcup-Siege (Junioren)
2013
 Europameisterschaften – XCO (U23)
ein Weltcup-Sieg (U23)
2015
 Europameisterschaften – XCO (U23)
2017
 Belgischer Meister – XCO
2018
 Belgischer Meister – XCO
2019
 Belgischer Meister – XCO
2021
 Belgischer Meister – XCO
2022
 Belgischer Meister – XCO
2024
 Belgischer Meister – XCC